# 奥里奥斯
奥里奥斯，是西班牙阿拉贡自治区特鲁埃尔省的一个市镇。总面积44平方公里，总人口186人（2001年），人口密度4人/平方公里。